# Chelicorophium
Genre
Chelicorophium est un genre de crustacés amphipodes de la famille des Corophiidae.

## Liste des espèces
Selon GBIF (24 avril 2023) :
- Chelicorophium chelicorne (G.O.Sars, 1895)
- Chelicorophium curvispinum (G.O.Sars, 1895)
- Chelicorophium madrasensis (Nayar, 1950)
- Chelicorophium maeoticum (Sowinsky, 1898)
- Chelicorophium monodon (G.O.Sars, 1895)
- Chelicorophium mucronatum (G.O.Sars, 1895)
- Chelicorophium nobile (G.O.Sars, 1895)
- Chelicorophium robustum (G.O.Sars, 1895)
- Chelicorophium sowinskyi (Martynov, 1924)
- Chelicorophium spinulosum (G.O.Sars, 1896)
- Chelicorophium spongicolum (Welitchkovsky, 1914)
- Chelicorophium villosus (Carausu, 1943)

## Systématique
Le nom valide complet (avec auteur) de ce taxon est Chelicorophium Bousfield & Hoover, 1997.
Chelicorophium a pour synonyme :
- Cheliocorophium Bousfield & Hoover, 1997